# Variety (Mrs. GREEN APPLEのアルバム)
『Variety』（バラエティ）は、日本のロックバンド・Mrs. GREEN APPLEが2015年7月8日にEMI Recordsから発売した3枚目のミニアルバムである。また2025年7月26・27日に開催されたデビュー10周年記念ライブ≪MGA MAGICAL 10 YEARS ANNIVERSARY LIVE 〜FJORD〜≫にて同名の楽曲が披露された。

## 内容
前作『Progressive』から約5ヶ月ぶりのミニアルバムにして、メジャーデビュー作品。同年3月に新代田FEVERにて開催された自主企画ライブ『ゼンジン未到とプログレス ～実戦編～』のアンコールで今作の発売とメジャーデビューが発表された。
今作は大森曰く『Introduction』『Progressive』に続く3部作目で、娯楽をテーマに、「喜怒哀楽を表現する中で、傷つくことで人の優しさに気付くことができる」というコンセプトで制作された。

## 収録曲
| 全作詞・作曲・編曲: 大森元貴。 |                                           |          |            |      |
| #                              | タイトル                                  | 作詞     | 作曲・編曲 | 時間 |
| 1.                             | 「StaRt」(ストリングスアレンジ: 中西亮輔) | 大森元貴 | 大森元貴   | 3:31 |
| 2.                             | 「リスキーゲーム」                        | 大森元貴 | 大森元貴   | 2:59 |
| 3.                             | 「L.P」                                   | 大森元貴 | 大森元貴   | 5:04 |
| 4.                             | 「VIP」                                   | 大森元貴 | 大森元貴   | 3:20 |
| 5.                             | 「ゼンマイ」                              | 大森元貴 | 大森元貴   | 4:33 |
| 6.                             | 「道徳と皿」                              | 大森元貴 | 大森元貴   | 4:22 |
| 合計時間:                      | 合計時間:                                 | 23:49    |            |      |

### 楽曲解説
1. StaRt
今作のリード曲。2015年に入って最初に制作され、新年に入った心境を描いている。イントロはティンパニロールから始まり、ヴァイオリンとハープシコードがバンドサウンドと絡み合う構成になっている。大森曰く「ロックとポップをうまい配分ですり合わせたが、最初は自分の思うポップ感が出ず大変だった」とのこと[5]。
2. リスキーゲーム
結成時に制作された楽曲[5]。
3. ゼンマイ
4. 道徳と皿

## 参加ミュージシャン
Mrs. GREEN APPLE
- 大森元貴：Vocal & Guitar & Chorus & Programming
- 若井滉斗：Guitar & Banjo
- 山中綾華：Drums & Chorus
- 藤澤涼架：Keyboard
- 髙野清宗：Bass

Additional Musician
- 中西亮輔：Additional Synthesizer Programming (#1)
- CHICA：Violin & Viola (#1)

## カバー
StaRt
- ハロー、ハッピーワールド!［弦巻こころ（伊藤美来）］ - ゲーム『バンドリ! ガールズバンドパーティ!』に収録（2019年3月31日追加）[7]。